# Habib Galhia
Habib Galhia (arabe : حبيب قلحية) est un boxeur tunisien né le 14 mai 1941 à Kairouan et mort le 25 décembre 2011 à Sousse.

## Carrière
Il mène sa carrière au sein de la Jeunesse sportive du Sahel.
Il remporte une médaille de bronze dans la catégorie super-légers (moins de 63,5 kg) lors des Jeux olympiques d'été de 1964 organisés à Tokyo, devenant le premier Tunisien médaillé de l'histoire olympique.

## Palmarès

### Titres
Jeux méditerranéens de 1963 à Naples (poids super-légers)

### Parcours auxJeux olympiques
Jeux olympiques d'été de 1964 à Tokyo, (poids super-légers) :
- Bat Wim Gerlach ( Pays-Bas) 3-2
- Bat Om Prasad Pun ( Népal) par KO au 1er round
- Bat Félix Betancourt ( Cuba) par KO au 1er round
- Perd contre Yevgeny Frolov ( Union soviétique) 0-5

Jeux olympiques d'été de 1968 à Mexico (poids super-légers) :
- Perd contre Adalberto Siebens ( Porto Rico) 0-5